# Bernhard Friedberg
Bernhard Friedberg (hebräisch ברנרד פרידברג; geboren 19. Dezember 1876 in Krakau, Österreich-Ungarn; gestorben 27. Januar 1961 in Israel) war ein österreichisch-israelischer Verlagsbuchhändler und Hebraist.

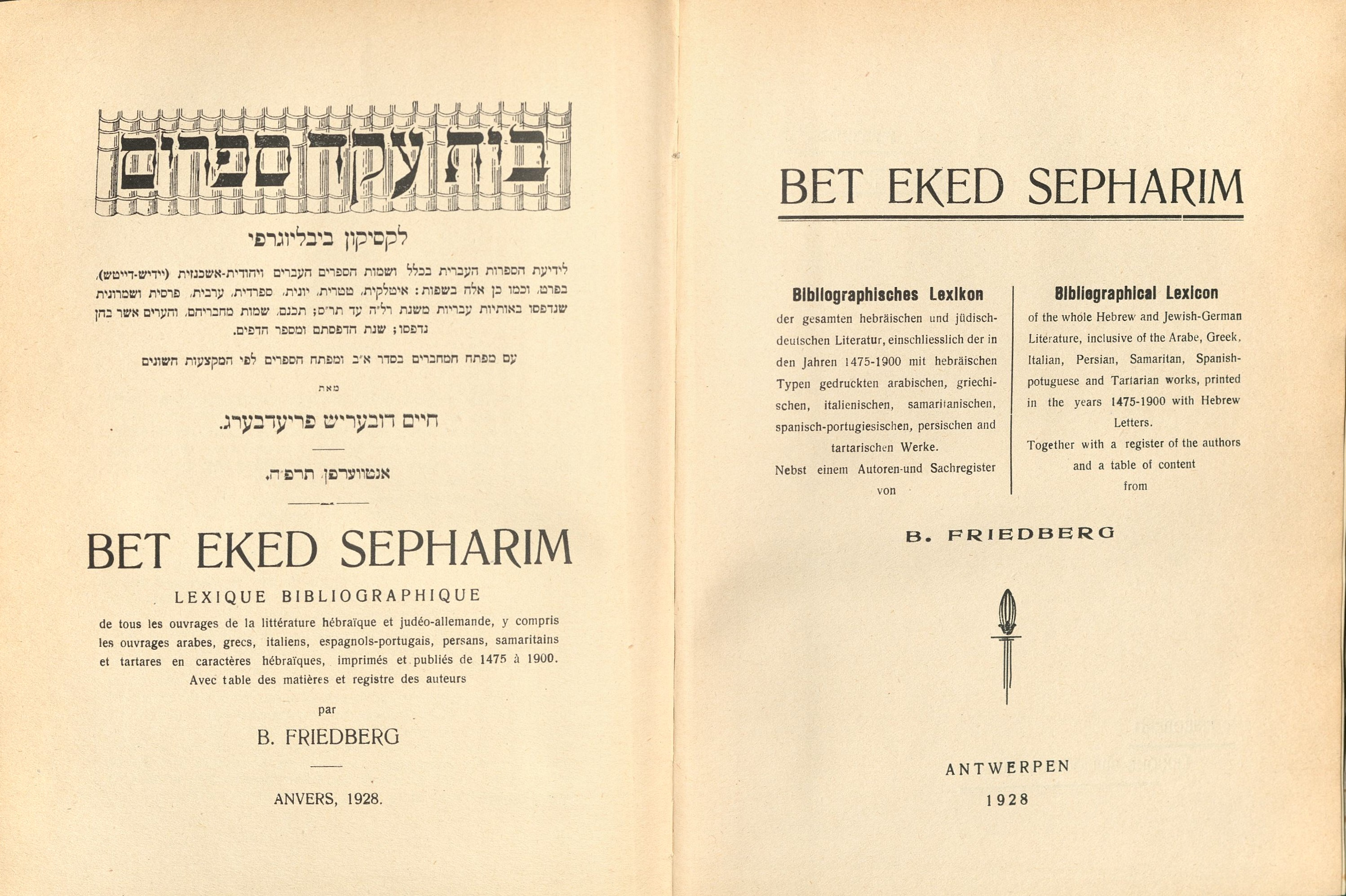
Bibliographie der hebräischen Schriften (1928)

## Leben
Bernhard Chaim Dob Berisch Friedberg lebte in Krakau als Privatgelehrter. Im Jahr 1900 kam er nach Frankfurt am Main, wo er im J. Kauffmann Jüdischer Buchverlag und Buchvertrieb eine Stelle fand. 1906 gründete er selbst in Frankfurt eine Sortimentsbuchhandlung für Hebraica und Judaica, in die 1907 Joseph Sänger eintrat. Friedberg verließ bereits 1910 die Verlagsbuchhandlung „Sänger & Friedberg“, die noch bis Anfang der 1930er Jahre Bestand hatte.
Friedberg arbeitete in der Folge wieder als Privatgelehrter und publizierte in verschiedenen Zeitschriften vornehmlich in hebräischer Sprache. Als sein Hauptwerk gilt das Lexikonwerk Bet eked sefarim zur Geschichte des Druckwesens in hebräischer Schrift. Er schrieb verschiedene Biografien.
Friedberg musste in den 1930er Jahren nach der Machtübergabe an die Nationalsozialisten Deutschland verlassen und ging nach Antwerpen, wo er seinen Lebensunterhalt als Diamantenhändler bestritt. Nach der deutschen Besetzung Belgiens 1940 musste er sich verstecken, seine Bibliothek und seine Forschungsunterlagen gingen dabei verloren. Nach Kriegsende emigrierte er 1946 nach Palästina, wo er erneut im Diamantengeschäft tätig wurde.

## Schriften (Auswahl)
- Rabbi Joseph Karo (1895)
- Lichot Sikoron: enthaltend Epitaphien von Grabsteinen des israelitischen Friedhofes zu Krakau nebst biographischen Skizzen (hebräisch). Zupniḳ, 1897
- Abraham Braude und seine Nachkommenschaft (1897)
- Sabbatai Kohen (1898)
- Leben und Werke des Nathan Spira aus Grodno, Abriß seiner wissenschaftlichen Tätigkeit und Geschichte seiner Nahkommen. Drohobyz, 1899
- Geschichte der hebräischen Typographie in Krakau (1900)
- Beiträge zur Geschichte der hebräischen Typographie in Lublin (1900)
- Neue auf dem jüdischen Friedhof in Krakau aufgefundene Grabschriften, in: Monatsschrift für Geschichte und Wissenschaft des Judentums, 44 (1900) Heft 7, S. 357–366
- Geschichte der Familie Schorr, ihr Leben und literarisches Wirken von der Mitte des 15. Jahrhunderts bis auf die Gegenwart. Frankfurt am Main, 1901
- Die Raszower Rabbinen (1903)
- Jüdische Vorkämpfer für das Menschenreich der Zukunft, 3 Teile, in: Ost und West, illustrierte Monatsschrift für das gesamte Judentum, 1919
- Bet eked sepharim : bibliographisches Lexikon der gesamten hebräischen und jüdisch-deutschen Literatur, einschliesslich der in den Jahren 1475–1900 mit hebräischen Typen gedruckten arabischen, griechischen, italienischen samaritanischen, spanisch-portugiesischen, persischen und tatarischen Werke; nebst einem Autoren- und Sachregister (hebräisch). Antwerpen, 1928–1931
- Geschichte der hebräischen Typographie in Italien ... (hebräisch). Antwerpen : Jacobowitz, 1934
- Geschichte der hebräischen Typographie der mitteleuropäischen Städte Altona, Augsburg, Berlin, Frankfurt M., Frankfurt O., Fürth, Hamburg, Hanau, Heddernheim, Homburg, Ichenhausen, Köln, Neuwied, Offenbach, Prag, Sulzbach, Thannhausen, Wandsbeck und Wilhermsdorf seit ihrer Entstehung im Jahre 1513 : Biographien der Begründer und Entfalter nebst Beschreibung ihres Personals und ihrer Nachfolger, sowie einer bibliographischen Aufzählung der Druckerzeugnisse nach den Quellen bearb. von B. Friedberg (hebräisch). Antwerpen, 1935